# Mont Saddle
Le mont Saddle est une montagne à la frontière entre la province canadienne de Québec, dans la région de l'Estrie, et l'État américain du Maine, qui fait partie des Appalaches ; son altitude s'élève à 972 mètres.

## Toponymie
En usage depuis le début du XXe siècle, ce nom est d'origine descriptive. Le mot anglais saddle désigne en effet un ensellement ou un col de montagne. Sa forme ressemble au dos d'un cheval, ce qui lui vaut parfois d'être appelée « dos de cheval » par les résidents de la région.

## Géographie

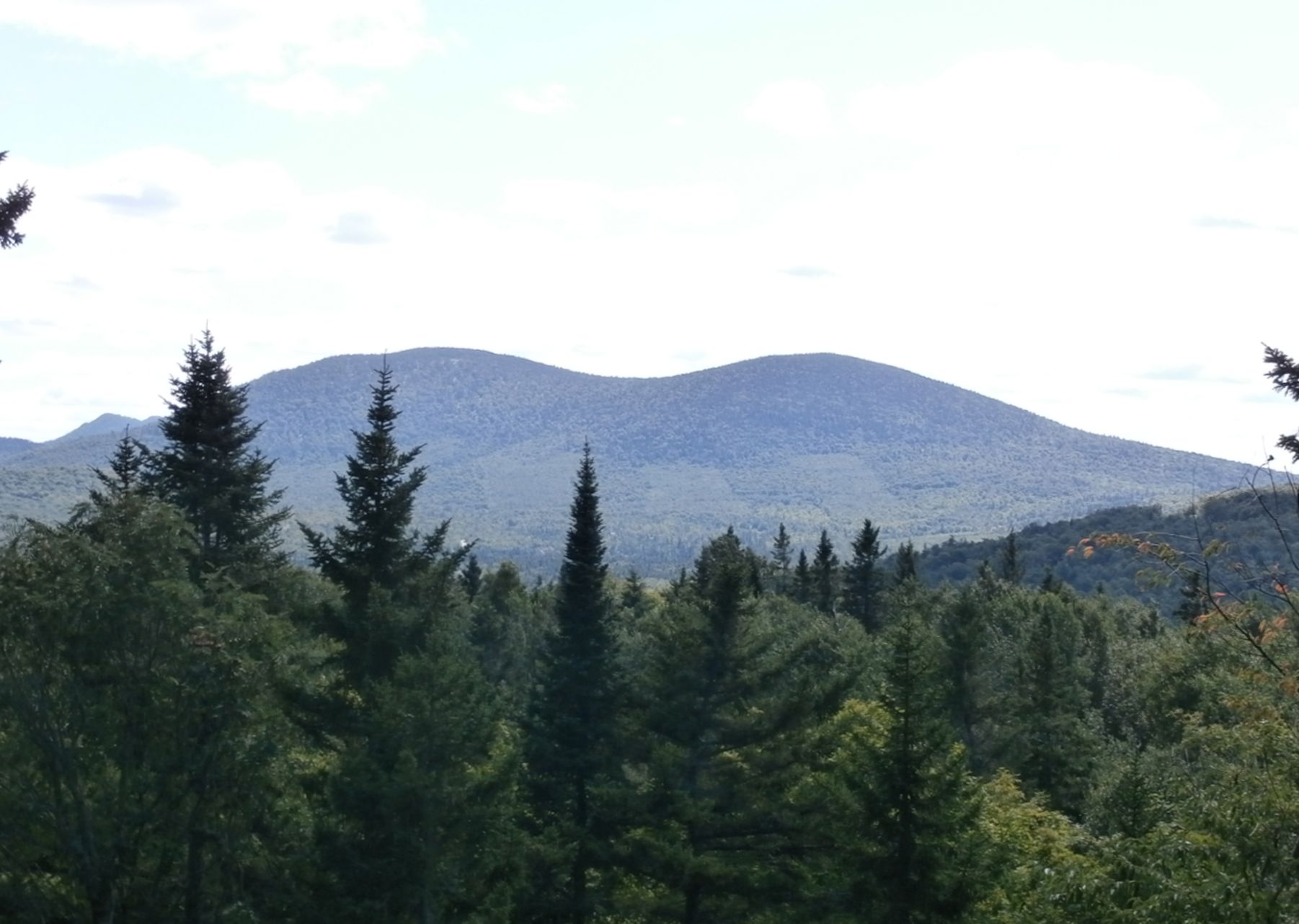
Le mont Saddle.

La montagne, située au sud-est du village de Notre-Dame-des-Bois, adjacente à la montagne de l'Ours au nord, est traversée par la frontière entre le Canada et les États-Unis. Le mont Saddle est le troisième plus haut sommet d'Estrie avec 972 m d'altitude, à 75 km à l'est de Sherbrooke. Il fait partie de l'ensemble des montagnes Blanches.